# مانوئل یرکاتیان
پدر مانوئل یرکاتیان (انگلیسی: Manuel Yergatian؛ ۱۱ سپتامبر ۱۹۵۴ – ۱۱ فوریهٔ ۲۰۰۴) کشیش ارمنی‌تبار اهل ترکیه بود.